# Kip Hanrahan
Kip Hanrahan (* 9. Dezember 1954 in der Bronx, New York City) ist ein US-amerikanischer Musikproduzent und Perkussionist.

## Leben und Wirken
Hanrahan, der zunächst als Assistent von Carla Bley mit dem zeitgenössischen Jazz in Berührung kam, spielt bei den meisten Platten, die er produziert, eine unübliche Rolle, die er selbst zu der eines Filmregisseurs in Analogie setzt. Er versammelt Musiker und Konzepte, die er insofern dirigiert, als er ins musikalische Geschehen eingreift (z. B. bewirkt, dass die Perkussionisten mit einer Solopassage beginnen oder der Pianist den Übergang zu einem anderen Stück spielt). Er kombiniert Solisten des Avantgarde Jazz (wie Don Pullen, David Murray, Jamaaladeen Tacuma, Carmen Lundy oder Steve Swallow) mit Funkmusikern aus New Orleans wie Allen Toussaint, Leo Nocentelli (The Meters) oder Charles Neville (Neville Brothers), mit Rockmusikern wie Sting oder Jack Bruce und Perkussionisten der Latin-Jazz-Szene wie Andy Gonzalez, Milton Cardona, Robby Ameen und Horacio „El Negro“ Hernandez. Teilweise hat er dabei mit Poeten wie Ishmael Reed und auch Paul Haines (dem Texter von Escalator over the Hill) zusammengearbeitet. 2002 zeichnete er für die Musik des Kurzfilms Tilda Swinton. The Love Factory verantwortlich.
Hanrahan hat daneben aber auch bemerkenswerte Alben mit dem Tango Nuevo-Komponisten Astor Piazzolla und mit Musikern aus Hanrahans Umkreis wie Arto Lindsay oder Alfredo Triff produziert und auf seinem Label „American Clavé“ vorgelegt.
Sein Album Desire Develops an Edge wurde 1998 in die Liste “100 Records That Set the World on Fire (While No One Was Listening)” von The Wire aufgenommen.

## Diskografie
Die Liste enthält Aufnahmen, die unter Hanrahans eigenem Namen veröffentlicht wurden, sowie solche, die unter dem Namen Conjure veröffentlicht wurden.

### Studioaufnahmen
- Coup de tête (recorded 1979–1981, released 1981)
- Desire Develops an Edge (1983)
- Vertical's Currency (1984)
- A Few Short Notes for the End Run (recorded 1984–1985, EP released 1986)
- Days and Nights of Blue Luck Inverted (recorded 1988–1989, released 1990)
- Tenderness (recorded 1988–1990, released 1990)
- Exotica (1993)
- All Roads Are Made of the Flesh (recorded 1984–94, released 1995)
- Pinero (2005), mit Edsel Gomez, Fernandez Saunders\, Jerry Gonzalez
- Beautiful Scars (recorded 2004–2007, released 2007)
- At Home in Anger (recorded 2007–2011, released 2011)
- Crescent Moon Waning – (recorded 2015, released 2017)

### Mit Conjure
- Conjure: Music for the Texts of Ishmael Reed (recorded 1983, released 1985)
- Cab Calloway Stands in for the Moon (1988)
- Bad Mouth (2006)

### Trilogie
- A Thousand Nights and a Night (1 – Red Nights) (recorded 1994–1996, released 1996)
- A Thousand Nights and a Night (Shadow Nights 1) (1998)
- A Thousand Nights and a Night (Shadow Nights 2) (recorded 1994–1998, released 1999)

### Soundtracks
- Original music from the soundtrack to Piñero (2002)

### Compilations
- Anthology (released 1993)
- Drawn from Memory (Greatest Hits, Or Whatever... Kip on Campus) (2000)

### Mit Eddie Palmieri
- Sueño (1989)